# 王方 (东汉)
王方（?—?），中国东汉末年人物。董卓属下将领。
根据《三国志·魏書·董卓传》記载。董卓被吕布、王允謀殺後，董卓余党李傕、郭汜接受贾诩献策起兵攻打王允。王方与董卓故部曲樊稠、李蒙等合围长安城。八日長安城陷，王允被杀，呂布逃走。以後，王方在史書不見记载。

## 三国演義
小説《三国演義》描写李傕攻打長安城时，董卓余党李蒙、王方在城中为内应，偷开城门，李傕、郭汜、樊稠、张济四路军一齐拥入。城破后，李蒙、王方等各为校尉。後来馬騰、韩遂勤王攻打長安，王方以为马腾之子马超年幼，跃马迎战。战不到数合，早被马超一枪刺于马下。